# Carl Orff
Carl Orff (München, 10. srpnja 1895. – München, 29. ožujka 1982.), bio je njemački skladatelj, najpoznatiji po popularnoj scenskoj kantati Carmina Burana (1937.). Jedan je od značajnijih skladatelja 20. stoljeća, bavio se i pedagoškim radom (napisao knjigu "Glazba za djecu", namijenjenu obrazovanju), a u nastavu je uveo tzv. Orffov instrumentarijum, sačinjen od grupe instrumenata prilagođenih djeci.

## Vanjske poveznice
- Stranica posvećena Carlu Orffu
- Orff Centar, München
- Diskografija
- Profil, djela, diskografija  Arhivirana inačica izvorne stranice od 1. veljače 2013. (Wayback Machine), Schott Music